# Guess Who's Back?
Guess Who's Back? je kompilacijski album američkog repera 50 Centa. Album je dovršen u Kanadi jer 50 Cent nakon što je bio nastrijeljen, nije mogao potpisati ugovor s nekom producentsku kuću u SADu. Neki singlovi su dorađeni s albuma Power of the Dollar.

## Singlovi
| #  | naslov                        | Gostuje                 |
| -- | ----------------------------- | ----------------------- |
| 1  | "Killa Tape Intro"            |                         |
| 2  | "Rotten Apple"                |                         |
| 3  | "Skit/Drop"                   |                         |
| 4  | "That's What's Up"            | Tony Yayo & Lloyd Banks |
| 5  | "U Not Like Me"               |                         |
| 6  | "50 Bars"                     |                         |
| 7  | "Your Life's on the Line"     |                         |
| 8  | "Get out the Club"            |                         |
| 9  | "Be a Gentleman"              |                         |
| 10 | "Fuck You"                    |                         |
| 11 | "Too Hot"                     | Nas & Nature            |
| 12 | "Who U Rep With"              | Nas & Bravehearts       |
| 13 | "Corner Bodega"               |                         |
| 14 | "Ghetto Qua ran"              |                         |
| 15 | "As the World Turns"          | Bun B                   |
| 16 | "Whoo Kid Freestyle"          |                         |
| 17 | "Stretch Armstrong Freestyle" |                         |
| 18 | "Doo Wop Freestyle"           |                         |